# Ralf Koser
Ralf Koser (4 de abril de 1973) es un deportista alemán que compitió en judo. Ganó una medalla de plata en el Campeonato Europeo de Judo de 1995 en la categoría abierta.

## Palmarés internacional
| Campeonato Europeo | Campeonato Europeo       | Campeonato Europeo | Campeonato Europeo |
| Año                | Lugar                    | Medalla            | Categoría          |
| ------------------ | ------------------------ | ------------------ | ------------------ |
| 1995               | Birmingham (Reino Unido) | Medalla de plata   | Abierta            |